# Teptjaren
De Teptjaren, ook: Tipter (Tataars: типтәрләр, tiptärlär; Russisch: тептяри, teptjari) waren een Russische militaire stand die zich in de loop van de tijd ontwikkelde tot een subethnos van de Wolga-Tataren. Soms worden ze beschouwd als getatariseerde Wolga-Finnen. Historisch gezien waren de Teptjaren voornamelijk gevestigd in de gouvernementen Oefa, Orenburg en Samara. Een deel van de huidige Tataarse bevolking van Basjkirië stamt af van de Teptjaren. Soms worden de Teptjaren ook gerekend tot de Basjkieren waaronder zij leven.

## Etymologie
Volgens één hypothese gaat het woord teptjar terug naar het Tataarse woord voor een persoon die geen belasting betaalt. Dit zou verwijzen naar de oorsprong van de Teptjaren als vluchtelingen voor het groeiende Russische rijk. Naar een andere hypothese komt de naam van het Basjkierse woord Tibeoe of Tibeleoe, wat zoiets betekent als "uit de gemeenschap gezette".

## Oorsprong en geschiedenis
Volgens oudere kronieken kwamen de Teptjaren voort uit etnische heterogene Islamitische vluchtelingen (Mari, Tsjoevasjen, Tataren en Oedmoerten) van het kanaat Kazan, die voor de Russische verovering naar het oosten uitweken. Ook Basjkieren van wie de landrechten waren ingetrokken maakten er deel van uit.  
De Tepjaren begonnen zich te vormen op het gebied van het hedendaagse Basjkirië en oostelijk Tatarstan, waar ze zich vestigden tussen de Basjkierse stammen die zich nog niet onder Russische heerschappij bevonden. Ze worden beschreven als grondhorige boeren, die een basisbelasting moesten betalen aan hun Basjkierse heren. 
Met de annexatie van Basjkirië door het Russische rijk kwamen de Teptjaren ook onder Russische heerschappij. Hierop toonden ze zich loyale onderdanen van de tsaar, en namen niet deel aan de Basjkierse opstanden. Als beloning werden ze na het neerslaan van de opstanden bevrijd van de Basjkierse grondbelastingen en werden zelf eigenaren van hun land. De Teptjaren betaalden minder belastingen (jasak) dan de lokale Russische boeren, maar meer dan de Basjkierse edelen. Als een militaire stand, vergelijkbaar met de Basjkieren, dienden ze de tsaar als niet-reguliere cavalerie.
Zoals veel sociaal bevoorrechtte militaire standen bezaten de Teptjaren een sterk ontwikkeld standsbewustzijn.
Aan het einde van de 18e eeuw werd de etnische samenstelling van de Teptjaren gegeven als ongeveer 40% Tataren, ongeveer 38% Mari, ongeveer 18% Oedmoerten en 4% Basjkieren en Mordwienen. Later zouden deze groepen, vooral in de noordelijke en centrale districten van Basjkirië, in een proces van etnogenese de voormalige standsnaam Teptjaren als etnoniem aannemen.

## Teptjaarse legereenheden
In 1790 werd met een oekaze van Catharina II in de stad Oefa een Kozakkenregiment opgericht bestaande uit vijf honderdschappen van Teptjaren en Bobylen. De staat zorgde slechts voor de bewapening; voor uniformen, paarden en verzorging moesten de troepen zelf in voorzien. Pas bij een inzet verder dan 100 werst van de woonplaats zorgde de staat voor maaltijden en voorzieningen.
In 1791 werd het regiment tot Oefa-Kozakken omgedoopt, onder de autoriteit van de generaalgouverneur van Oefa en Simbirsk. In 1798 werd het regiment geherstructureerd, en uit de Oefa-Kozakken werden het 1e en 2e Teptjarenregiment gevormd. De diensttijd in de Teptjarenregimenten was 15 jaar. Vóór de Russische campagne van Napoleon in 1812 diende de Teptjarencavalerie als grenswacht, vooral op de Orenburg-linie. 
Tijdens de Napoleontische oorlogen in 1812-1814 droegen de Teptjarenregimenten hetzelfde uniform als de Orenburg-Kozakken. Het 1e Teptjaarse regiment nam deel als een tussenstand tussen de onregelmatige en reguliere cavalerie. Ze waren onder andere betrokken bij het beleg van Mainz en de inname van Parijs. Tijdens de Franse opmars leverde het regiment terugtrekkingsgevechten met de Franse voorhoede, viel Franse bevoorradingskolonnes aan en isoleerde plunderende troepen in individuele dorpen. Ze handelden vaak in samenwerking met Kozakkenformaties.

## Demografie
In de volkstelling in het Russische Rijk van 1897 werden de Teptjaren vermeld als afzonderlijke etnische groep van in totaal 17.773 mensen, waaronder 16.877 in het gouvernement Orenburg, 47.684 in het gouvernement Samara, en 39.955 in het gouvernement Oefa.
Andere bronnen geven voor de periode vlak voor het begin van de Eerste Wereldoorlog 262.690 Teptjaren in het gouvernement Oefa. In die periode werden ze nog apart van de Kazan-Tataren gerekend. De Teptjaren vormden daarmee na de etnische Russen en Basjkieren de derde groep, nog voor de Tataren met 179.389 en de Misjaren met 150.975 personen.
Het aantal Teptjaren als zelfstandige etnische groep werd voor het laatst in 1926 statistisch vastgesteld in de Basjkierse ASSR, met 23.290 personen.
In de volkstelling van 1920 en alle na 1926 verrichte tellingen worden ze niet meer afzonderlijk vermeld. In de tellingen van 1939 en later werden de Teptjaren en Misjaren tot de Tataren geteld. Er is van uit te gaan dat na opheffing van hun sociale privileges en het eigen grondbezit het proces van desintegratie van de groepsidentiteit versterkt werd.